# Saxum
Saxa
Un saxum (pluriel saxa) est un rocher. Ce terme latin (qui a littéralement le même sens) est utilisé en géologie planétaire pour nommer des rochers remarquables à la surface de petits corps du Système solaire, comme (162173) Ryugu ou (101955) Bénou. L'Union astronomique internationale a accepté d'ajouter ce descriptif à sa liste et a décidé de l'utiliser pour les rochers ayant une importance scientifique (par exemple un rocher servant à définir le premier méridien d'un corps) et mesurant au moins 1 % du diamètre du corps considéré.